# Bedri Baykam

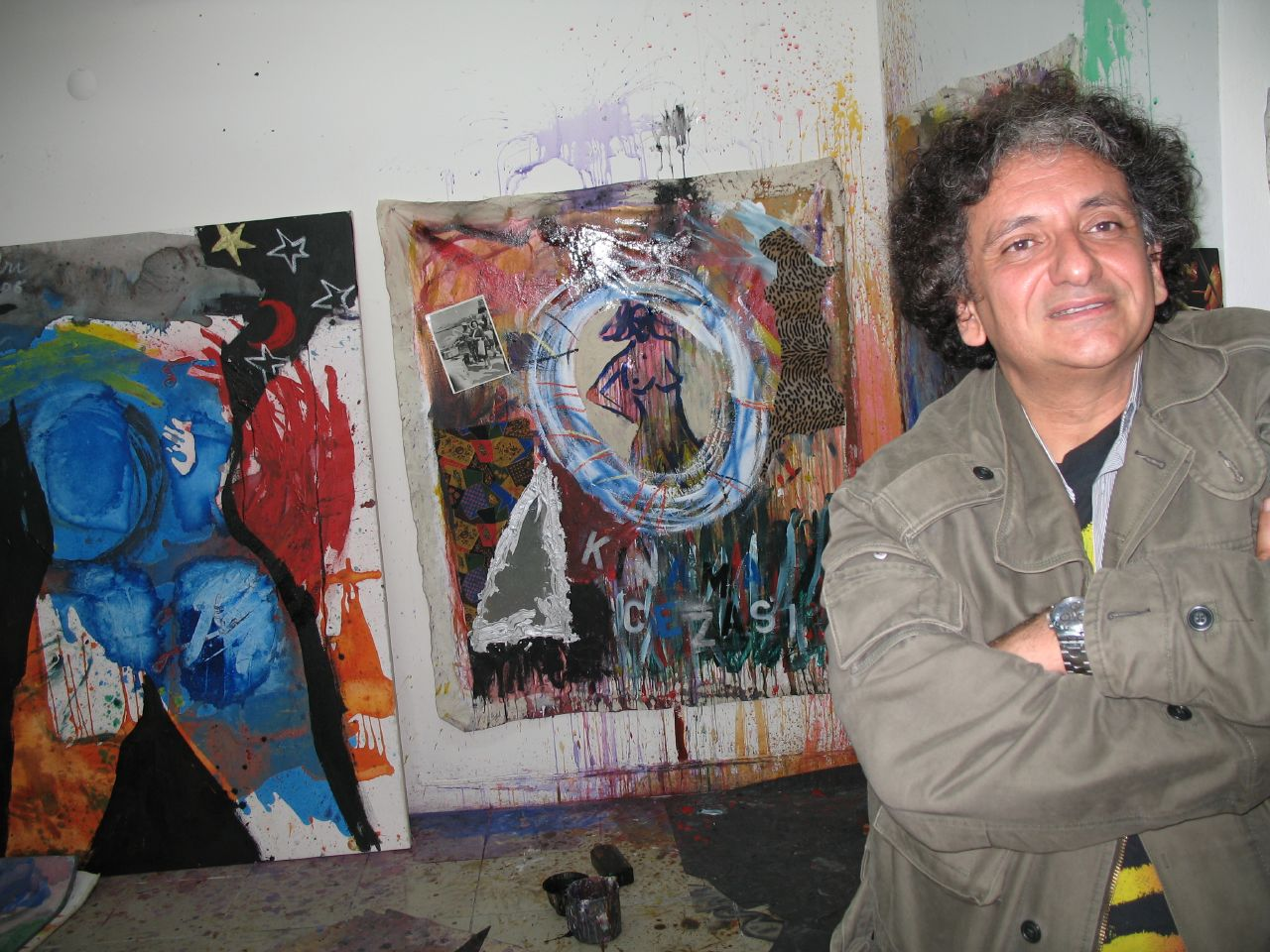
Bedri Baykam (2006)

Bedri Baykam (* 26. April 1957 in Ankara) ist ein türkischer Künstler und Schriftsteller. Gelegentlich arbeitet er als Schauspieler.

## Leben
Baykam wurde 1957 als Sohn des türkischen Politikers und CHP-Abgeordneten Suphi Baykam und der Architektin Mutahhar Baykam geboren. Baykam selbst erzählt in seiner Autobiografie, er habe im Alter von zwei Jahren angefangen zu malen und hatte schon als Kind Ausstellungen in Europa. Er habe als „Wunderkind“ gegolten, Beweise gibt es dafür aber nicht. Seine Reifeprüfung legte Baykam am Özel Saint-Joseph Fransız Lisesi ab.
Baykam studierte von 1975 bis 1980 an der Sorbonne in Paris und schloss das Studium mit einem Master of Business Administration ab. Zeitgleich studierte er Schauspiel an der L’Actorat in Paris. In den Jahren 1980 bis 1987 lebte er in Kalifornien und studierte Malerei und Filmproduktion am California College of Arts in Oakland. Er hatte Ausstellungen in New York, Kalifornien und Paris. 1987 kehrte er in die Türkei zurück und lebt seither in Istanbul.
Neben seiner Tätigkeit als Künstler veröffentlichte Baykam bisher (Stand Frühjahr 2020) 18 Bücher, fünf davon über Kunst und 11 über Politik. Zu den bekannteren Werken gehört Monkeys' Right to Paint, das in Türkisch und Englisch veröffentlicht wurde. Baykam beleuchtet darin die Notlage nichtwestlicher Künstler und kritisiert den westlichen Fokus der jüngeren Kunstgeschichte. Baykam schrieb außerdem den Roman Kemik, der im Dezember 2000 veröffentlicht wurde. 2005 wurde der Roman, der ein Jahrhundert überspannt, auch in Englisch mit dem Titel The Bone veröffentlicht.
2011 nahm Baykam an dem Protest gegen den Abriss des „Menscheitsdenkmal“ in Kars teil, das für eine Versöhnung zwischen Türken und Armeniern warb. Dabei wurden Baykam und seine Assistentin von einem Messerstecher schwer verletzt.
Baykam drehte mehrere Kurzfilme und war als Schauspieler an türkischen Filmen beteiligt. Baykam ist Gründer einer Filmproduktionsfirma und eines Verlages in Istanbul.
Baykam arbeitet für den kemalistischen Verein Atatürkçü Düşünce Derneği. Er ist außerdem einer der Gründer des türkischen Komitees der International Association of Art und war 2015 bis 2019 Vorsitzender der IAA. Seit 1995 ist er Mitglied der Cumhuriyet Halk Partisi (CHP). Zwischen 1995 und 1998 war er gewähltes Mitglied des Parteirates der Partei. Baykam kandidierte auch für den Vorsitz der Partei bei der Generalversammlung in Ankara im Oktober 2003. Er gilt als ausgesprochener Anhänger des Kemalismus.
Baykam gründete 2000 das monatliche Kunstmagazin Skala, das bis 2002 erschien. Er schreibt für Cumhuriyet und für Kunst- und politische Magazine der türkischen Linken.

## Familie
Baykam ist seit Mai 1997 verheiratet mit der Journalistin Sibel (Yağcı) Baykam. Das Paar hat einen Sohn.

## Ausstellungen
- 1987: 1. International Istanbul Biennial, Istanbul
- 2002: II. Bienal Internacional de Arte de Buenos Aires, Museo Nacional de Bellas Artes, Buenos Aires
- 2009: Istanbul Modern Berlin, Martin-Gropius-Bau, Berlin
- 2009: Sechs Positionen kritischer Kunst aus Istanbul, Akademie der Künste, Berlin
- 2010: Pinacothèque, Paris
- 2010: Istanbul – Sammlung Huma Kabakci, Mönchehaus Museum Goslar, Goslar
- 2010: Press Art – Sammlung Annette und Peter Nobel, Museum der Moderne Mönchsberg, Salzburg
- 2010: Istanbul. Sammlung Huma Kabakci, Karl-Ernst-Osthaus-Museum, Hagen
- 2011: Battle, Power and Faith, Museum für anatolische Zivilisationen, Ankara
- 2013: Istanbul Modern, Bahrain National Museum, Manama
- 2015: Die Kunst Der Türken. Modernisierung Als Fiktion. Kunstverein für die Rheinlande und Westfalen, Düsseldorf
- 2015: Artists in their time, Istanbul Modern
- 2015: Small Faces, Large Sizes – Proje4L, Elgiz Museum of Contemporary Art, Istanbul

## Veröffentlichungen (Auswahl)
- Dönemin Rengi. Piramid Yayınları, Istanbul 1997, ISBN 975-7860-86-7.
- Bedri Baykam : saydam katmanlar = transparent layers. C.A.M, Istanbul 1998.
- mit Hasan Bülent Kahraman: Bedri Baykam : the voyeur of history = tarihin röntgencisi. Piramid Sanat, Istanbul 2012.
- Harry Kampianne: Carte blanche à Bedri Baykam: hommage à Edvard Munch. Piramid Film Production and Publishing, Istanbul 2010.
- Sistem Eleştirileri. Piramid Yayınlarıl, Istanbul, ISBN 975-8554-49-2.
- Sivil Diktaya Hayır. Piramid Yayınları, Istanbul.
- Binyıl Kırılması. Piramid Yayınları, Istanbul 2001, ISBN 975-8554-06-9.
- The Bone. Piramid Yayıncılık, Istanbul 2005, ISBN 975-8554-14-X.
- Harika Çocuk. Piramid Yayıncılık, Istanbul 2006, ISBN 975-8554-16-6.
- Sonsuz Okyanus. Amerika Yılları 1980–1987. Piramid Yayıncılık, Istanbul 2006, ISBN 975-8554-15-8.
- Koleksiyonlardan Bedri Baykam 1983–2008. Beşiktaş Belediyesi, Istanbul 2009.
- Sivil Diktaya Hayır. Piramid Yayıncılık, Istanbul 2010, ISBN 978-975-8554-23-2.
- Çapraz Dalga Zamana Karşı. Piramid Sanat, Istanbul 2014, ISBN 978-975-8554-28-7.
- From Graffoman to Street Art. Piramid Yayınları, Istanbul 2016, ISBN 978-975-8554-39-3.
- Bedri Baykam as Seen by The Critics. Piramid Yayınları, Istanbul 2017.
- Tek Adam Diktasına Hayır. Piramid Yayıncılık, Istanbul 2017, ISBN 978-975-8554-46-1.